# روجر كوهن
روجر كوهن (بالإنجليزية: Roger Cohen)‏ هو كاتب وصحفي بريطاني وأمريكي، ولد في 2 أغسطس 1955 في لندن في المملكة المتحدة. يكتب كوهن عواميد صحفية للنيويورك تايمز. وقد عمل كمراسل في خمسة عشر بلداً حول العالم.